# Ossian B. Hart
Ossian Bingley Hart (* 17. Januar 1821 in Jacksonville, Florida-Territorium; † 18. März 1874 ebenda) war ein US-amerikanischer Jurist und Politiker und von 1873 bis 1874 der zehnte Gouverneur des Bundesstaates Florida.

## Frühe Jahre und politischer Aufstieg
Ossian Hart wuchs auf der Plantage seiner Eltern am St. Johns River auf. Er besuchte die Schulen in Jacksonville, aber auch in Washington, D.C. Nach einem Jurastudium wurde er in Florida als Anwalt zugelassen. Seine politische Karriere begann im Jahr 1844 mit seiner Wahl in das Repräsentantenhaus des Florida-Territoriums. Hart gehörte in Florida zu den Sklavenhaltern, trotzdem war er ein überzeugter Anhänger der Union und gegen alle Sezessionspläne. Mit dieser Einstellung hatte er in Florida zunehmend einen schweren Stand, besonders während des Bürgerkriegs.

## Gouverneur von Florida
Nach dem Krieg wurde Hart Mitglied der Republikanischen Partei. Er versuchte am Neuaufbau des Staates mitzuwirken. Unter den Bestimmungen des Rekonstruktionsgesetzes von 1867 wurde er mit der Überwachung der Wahlen und der Wiederherstellung der Verwaltung beauftragt. Ab 1868 war er Richter am Obersten Gerichtshof des Staates. Diese Funktion übte er bis 1873 aus. Inzwischen war er zum republikanischen Kandidaten für die Gouverneurswahl des Jahres 1872 nominiert worden. Nach der erfolgreichen Wahl trat er sein neues Amt am 7. Januar 1873 als Nachfolger von Harrison Reed an.
In seiner Amtszeit verbesserte sich die Haushaltslage des Staates vor allem, weil der Gouverneur Staatsanleihen verkaufte und damit Geld in die Staatskasse brachte. Außerdem wurde ein erstes, aber noch nicht ausreichendes Bürgerrechtsgesetz erlassen. Hart blieb aber keine Zeit für weitere politische Reformen. Er zog sich eine Lungenentzündung zu, an der er am 18. März 1874 verstarb. Seine Amtszeit wurde von seinem Vizegouverneur Marcellus Stearns beendet. Ossian Hart war mit Catherine Smith Campbell verheiratet, mit der er zwei Kinder hatte.